# Raión de Pytálovo
El raión de Pytálovo (ruso: Пыта́ловский райо́н) es un distrito administrativo y municipal (raión) ruso perteneciente a la óblast de Pskov. Se ubica en el oeste de la óblast. Su capital es Pytálovo.
En 2021, el raión tenía una población de 10 478 habitantes.
El raión es fronterizo al oeste con Letonia. Tiene su origen en la anexión en 1945 del hasta entonces territorio letón de Abrene.

## Subdivisiones
Comprende la ciudad de Pytálovo (la capital) y las vólost (asentamientos rurales) de Gavry, Linovo y Utroya. Estas cuatro entidades locales suman un total de 328 localidades.